# Rudel Obreja
Rudel Obreja (n. 6 august 1965, Galați, România – d. 12 martie 2023, București, România) a fost un boxer român și om de afaceri. A ocupat funcția de Președinte al Federației Române de Box până în noiembrie 2012, demisionând în urma insistențelor forului internațional AIBA.

## Carieră
Deși nǎscut la Galați, Rudel Obreja și-a început cariera sportivă la București în anul 1977 în cadrul clubului sportiv Dinamo. Prima competiție la care a participat și pe care a și câstigat-o a fost Cupa 16 februarie 1980. Seria învingerilor continuă cu obținerea a 7 titluri de Campion Național al României, titlul de Vicecampion European la Atena în 1989 și a medaliei de bronz la Campionatele Mondiale de la Moscova din 1989. Participă în 1984 la Jocurile Olimpice de la Los Angeles, unde are parte de cel mai memorabil meci din cariera sa, întâlnindu-l în optimile de finalǎ pe Mark Breland (SUA), acesta din urmǎ rezultând învingǎtor la puncte.
Rudel Obreja acumuleazǎ în toți acești ani un numǎr de 230 de meciuri boxate din care 215 câștigate, reușind primul K.O. din istoria boxului amator cu cascǎ în anul 1984, chiar la Jocurile Olimpice.
Odatǎ ce și-a încheiat cariera de sportiv, Rudel Obreja a rǎmas în lumea boxului, devenind membru al Biroului Federal începând cu anul 1990. Este ales Vicepreședinte al Federației Române de Box în anul 1999, iar în 2004 ocupǎ cea mai înaltǎ funcție în cadrul aceleiași instituții. În anul 2001 devine membru în Comitetul Executiv al Federației Europene de Box Amator, iar apoi Vicepreședinte al aceleiași Federații în anul 2005. În anul 2007 este ales Vicepreședinte al Asociației Internaționale a Boxului Amator și șeful delegației tehnice pentru Jocurile Olimpice de la Beijing.
Ca președinte al Federației Române de Box, a intrat în conflict cu AIBA, care a decis în septembrie 2011 dezafilierea forului român, pentru nerespectarea termenilor suspendării sale de 11 ani, pentru că a permis sportivilor să boxeze fără căști de protecție în finalele Cupei României și pentru că ar fi încercat să ascundă acest lucru prin falsificarea unor documente. El a contestat însǎ dezafilierea și suspendarea la Tribunalul de Arbitraj Sportiv de la Lausanne, obținând anularea deciziei în primele luni ale anului următor.

## Viață personală
Rudel Obreja a fost căsătorit până în 2006 cu Antoanela Obreja, cu care a avut o fată, Leyla Denisa Obreja, iar din 2010 până la moartea sa, a fost căsătorit cu Antonia Obreja, cu care a avut doi băieți: Rudelis Obreja și Antonis Obreja.
Încetează din viață în data de 12 martie 2023, la vârsta de 57 de ani, după o lungă suferință.

## Condamnare penală
La data de 21 aprilie 2015, DNA l-a trimis în judecată pe Rudel Obreja sub acuzația de spălare de bani, evaziune fiscală și complicitate la luare de mită. Acesta este suspectat că, alături de alți inculpați, cu ocazia organizării unei gale de box ar fi beneficiat de fonduri provenite dintr-o sponsorizare ilegală. 
Înalta Curte de Casație și Justiție l-a condamnat pe Rudel Obreja la 5 ani de închisoare cu executare la data de 28 martie 2017. Decizia nu este definitivă.
Fostul președinte al Federației Române de Box, Rudel Obreja, a fost condamnat în iunie 2018, de ÎCCJ, la 5 ani de închisoare cu executare în dosarul Campioni pentru România (Gala Bute), decizia fiind una definitivă.
Eliberat în decembrie 2018 din Penitenciarul Jilava după ce magistrații de la Înalta Curte de Casație și Justiție i-au admis contestația de suspendare a executării pedepsei, formulate în baza faptului că alcătuirea completurilor de 5 judecători nu s-a făcut prin tragere la sorți.
În aprilie 2022, Înalta Curte de Casație și Justiție respinge ca nefondate contestațiile în anulare ale lui Rudel Obreja, prin urmare toți inculpații din dosarul Campioni pentru România (Gala Bute) revin în penitenciar, decizia fiind definitivă și a fost luată cu majoritate.
În luna iulie 2022, Tribunalul Ilfov a dispus întreruperea executării pedepsei închisorii pe o perioadă de 3 luni, pentru ca Rudel Obreja să urmeze tratamentul împotriva cancerului, într-un spital civil.